# 埃斯帕拉加莱霍
埃斯帕拉加莱霍，是西班牙埃斯特雷马杜拉巴达霍斯省的一个市镇。总面积17平方公里，总人口1541人（2001年），人口密度91人/平方公里。